# Cipaingeun
Cipaingeun is een bestuurslaag in het regentschap Tasikmalaya van de provincie West-Java, Indonesië. Cipaingeun telt 4412 inwoners (volkstelling 2010).